# 默多 (南达科他州)
默多（英語：Murdo）是美国南达科他州下属的一座城市。根据2010年美国人口普查，该市有人口486人。论人口在本州排行第120。